# Positions (single)
Positions is een nummer van de Amerikaanse zangeres Ariana Grande, dat op 23 oktober 2020 verscheen via Republic Records. Het nummer werd uitgebracht als de eerste single en het titelnummer van haar zesde studioalbum, uitgegeven op 30 oktober 2020.

## Achtergrond
Op 14 oktober 2020 ging Grande naar Twitter om aan te kondigen dat haar aanstaande album diezelfde maand zal worden uitgebracht. Op 17 oktober plaatste ze een slow-motion teaservideo waarin ze het woord 'Positions' op een toetsenbord typt. De teaser werd gevolgd door een aftelling die op haar website werd gelanceerd. Ze plaatste de hoesafbeelding en onthulde de releasedatum van het nummer op 21 oktober.

## Videoclip
De bijhorende videoclip van het nummer kwam eveneens uit op 23 oktober 2020. De clip werd geregisseerd door Dave Meyers. In de clip speelt Grande de president van de Verenigde Staten. De clip kreeg al een miljoen kijkers binnen het eerste uur. 